# Cezieni
Cezieni è un comune della Romania di 1 057 abitanti (dati 2021), ubicato nel distretto di Olt, nella regione storica dell'Oltenia. 
Il comune è formato dall'unione di 3 villaggi: Bondrea, Cezieni, Corlătești.